# 吐蕃

吐蕃四茹

吐蕃（藏語：བོད་ཆེན་པོ།，威利转写：bod chen po，THL：Bö Chenpo，拉薩話：/pʰøʔ˩˧˨ ʨʰẽ˥ po˥˧/，安多话：/wol ʨʰen po/，意为“大蕃”），又称吐蕃王国、吐蕃帝国，是7世纪初到9世纪中叶存在于青藏高原的藏人帝國，由松赞干布到朗達瑪延续两百多年，鼎盛时期疆域囊括今中国西藏、青海、甘肃、四川康巴地区，天山以南新疆和云南西北部、不丹全境，以及中亚、尼泊尔和印度北部部分地區。

## 历史
全基因組定序顯示藏族基因主要來自古代東歐亞人的兩支，分別是更新世在青藏高原的居民，以及全新世的古代北部東亞人。藏族基因庫的形成早於距今5,100年前。在6世紀以前，整個青藏高原分佈著很多小國家和部族，多說藏語，也有羌人與鲜卑人的後代。這些部落後來合併為12個小邦，其中以位於山南地區雅隆河谷的一支最為強大，不但統一了諸邦，而且後來還建立了吐蕃王朝。
根據藏族傳說，大約在西元前127年的時候，山南地區雅隆河谷出現了一位相貌不凡、語言不通的幼兒。當地人很好奇，便問他從哪裡來，此幼兒用手指天。幾位苯教領袖便認為他來自天上，將他背回部落，立為國王。這位幼兒就是吐蕃傳說中的第一位贊普，聶赤贊普。後來的吐蕃帝国君主均宣稱自己是聶赤贊普的後代。
吐蕃王室的始祖崛起於西藏山南地區的雅礱河谷，在松贊干布贊普繼位以前，據說已傳承了20餘世，但松贊干布之前吐蕃並無文字，因此其世系難以考證。
6世紀時，赞普囊日論贊开始用武力兼并其鄰近的部落，森波、藏蕃、尼雅尼达布等国相继被征服。后来囊日論贊被谋杀，其子松贊干布继位，平定了各地叛乱。松贊干布继承其遗志，先後征服、兼併位於今青海玉树一帶的「松波」、西部的蘇毗、謙多（今昌都）一帶的「康國」（舊唐書稱「東女國」）、甘孜一帶的「附國」、理塘一帶的「蕃綠」、居青海的吐谷渾等国，633年，建都邏些（中古擬音 /lɑ sɑ/，今拉薩），国号“大蕃”或“吐蕃”，並在紅山上建立皇宮。
松贊干布派遣了16名聰穎的藏族兒童前往印度學習，其中一名兒童吞彌·桑布扎後來以梵文為藍本創制了藏文。苯教文献則說藏文是按照象雄文創制而來，時間則是在丹巴辛繞創立雍仲苯教的時期。

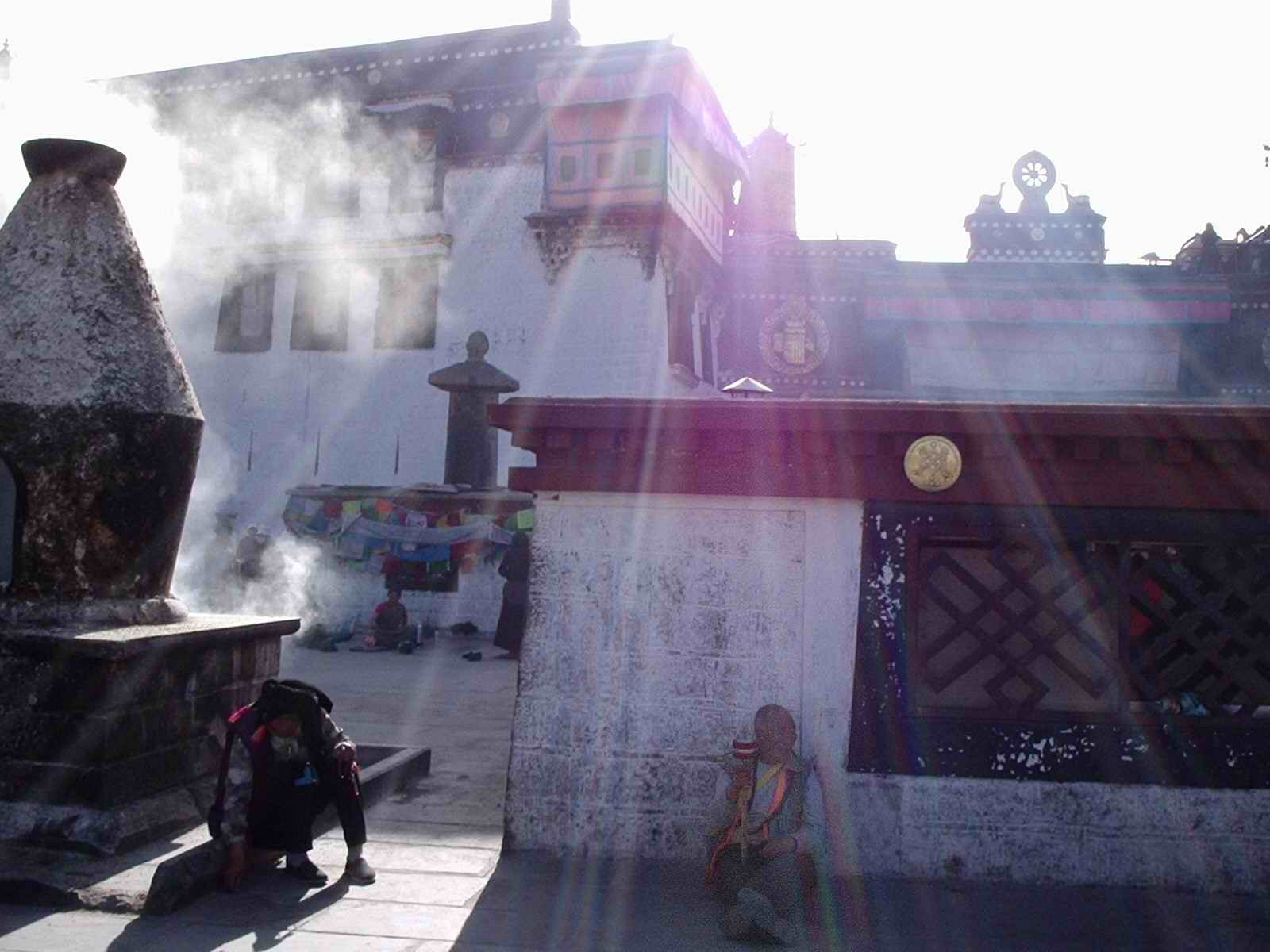
現存大昭寺的照片

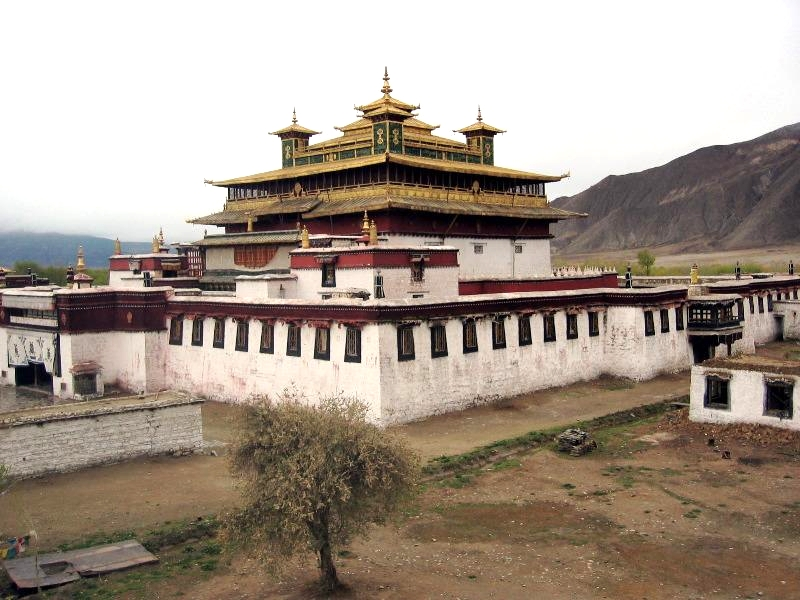
藏傳佛教紅教（寧瑪派）的大本營—桑耶寺。「桑耶寺」藏語意思是「三樣寺」，位於拉薩東南方的河谷平原上，歷史已經超過千年以上，全寺共有108座建築，是藏傳佛教僧伽組織始創的搖籃。

在征服青藏高原大部分地区之后，松贊干布派噶爾·東贊域松（即唐史中的祿東贊）到尼婆罗（今尼泊爾），采用武力方式迫使光胄王（Amsuvarman，或稱「鴦輸伐摩」）将女儿尺尊公主嫁給松贊干布。尺尊公主攜來了吐蕃历史上第一尊佛像不動金剛佛，並修建了饒薩孜拉康（即現在的拉薩「大昭寺」）。
634年，松赞干布派使者访问唐朝，这是吐蕃第一次与唐朝发生正式接触。听闻突厥和吐谷浑迎娶了唐朝公主，松赞干布也提出要迎娶一位唐朝公主为妻，但遭到唐朝拒绝。松赞干布大怒，迁怒于吐谷浑。637年，松贊干布借口吐谷渾从中作梗，联合象雄大举讨伐吐谷浑，灭亡其盟国党氏（即唐史所記「項」）和白蘭，逼近唐朝边境松州西境（今四川省松潘县），试图用武力逼婚。唐朝的松州都督韓威率軍迎戰，被吐蕃擊敗。唐朝于是派遣侯君集、执失思力、牛进达等人出击，击败吐蕃。松赞干布知晓了唐朝的强盛，便改为和平请婚，遣大臣噶爾·東贊域松（即唐史中的祿東贊）前往唐朝献聘礼。640年，唐朝派文成公主和亲吐蕃。藏文文獻如班欽·索南扎巴的《新紅史》等则宣称唐太宗原本並不願意嫁出公主，是迫于吐蕃的军事威脅才同意和親。文成公主攜來了釋迦牟尼佛像，並修建了饒摩齊（即今拉薩的「小昭寺」）。此外，松贊干布的另外三個妃子象雄公主、尺尊公主、惹擁妃等也分別創建了寺院，據說當時在吐蕃總共有108座佛寺。
大約在641年的時候，吐蕃协助尼婆罗平定内乱，并趁机将其降为附属国。642年，松赞干布亲自率兵攻灭了象雄，统一了青藏高原。647年，因唐朝使者被印度的摩伽陀国扣留，松赞干布便以此为借口大举入侵印度，救出唐朝使者，同时征服了北印度地区。
松贊干布在位期间，吐蕃与唐朝关系良好，为盟友关系。650年，松赞干布過世，其孙芒松芒贊继位，因其年幼，由大相禄东赞摄政。禄东赞繼承松贊干布的方針，完善法律，清查戶籍，確定稅賦，安定吐蕃內部。吐谷浑大臣素和贵叛逃吐蕃，将吐谷浑的虚实全部告知禄东赞。禄东赞便借机大举入侵吐谷渾，于663年彻底征服该国，改其名字为阿秦。吐谷浑国王诺曷钵携王后弘化公主出奔唐朝避难。吐蕃另立傀儡国王，并由禄东赞率军驻守，监督内政。此后，日渐强大的吐蕃开始与唐朝争夺西域的霸权，屡次发兵攻打安西四鎮，煽动疏勒、龟兹和西突厥的弓月部反叛唐朝，大破勃律，另立小勃律王，在西域设下了一个据点。667年，禄东赞逝世，其子论钦陵（噶尔·钦陵赞卓）等兄弟把持朝政。670年(唐朝咸亨元年)，唐朝出動十幾萬大軍護送诺曷钵還青海，論欽陵得到情报后立即調集吐蕃二十多萬軍隊迎戰。在青海湖南面的大非川之戰中，唐軍覆沒。從此吐蕃牢牢控制了青海湖地區，並進一步與大唐爭奪隴右和河西走廊，力圖取得對絲綢之路的控制權，以獲得更大的經濟利益。
676年，芒松芒贊去世，其遺腹子赤都松赞被立為贊普，論欽陵繼續掌政。这段时期里，吐蕃在西域的战事中处于劣势，转而攻打西南，夺取了岷江畔的数个军事重地。由於噶尔氏家族長期專權，與其他貴族產生矛盾，同時也威脅到贊普王權的鞏固，赤都松赞長大後，决定清算噶尔氏的势力。695年(唐朝証聖元年），赤都松赞以在西域战败为由，诛杀了论钦陵的弟弟勃论赞刃。但翌年论钦陵与弟弟赞婆大破王孝杰于素罗汗山（今洮州附近），使噶尔氏的地位更加巩固。赤都松赞对噶尔氏一族猜忌心越来越重，终于在698年(唐朝聖曆元年）對噶尔氏進行討伐，捕杀噶尔氏党羽两千余人。论欽陵在吐谷浑举兵反叛，由于手下将士皆不敢与赞普为敌，因而兵潰自殺，其弟贊婆及兒子論弓仁率部眾投降唐朝，被安置在凉州的洪源谷以防御吐蕃。噶尔氏灭亡之后，吐蕃缺乏良将，在战事中多处于劣势。赤都松赞派麹莽布支前去讨伐赞婆，但大败。704年，赤都松赞亲征南诏，死于军中。幼子赤德祖赞继位，由祖母没庐·赤玛类摄政。
以後，吐蕃王朝與唐朝的關係時而緊張，時而修好。714年，吐蕃與唐朝議以河源為界，會盟不成又起戰火，於730年簽約定赤嶺為界。據《敦煌文選》和「恩蘭·達札路恭紀功碑」的記載：唐肃宗應允向吐蕃納絹5萬匹，為歲絹，這也是歲幣的起源。

### 王朝盛世
唐代宗继位以后，停止向吐蕃纳绢。當時在位的唐金城公主之子，吐蕃贊普赤松德贊極為惱怒，遣部下恩蘭·達扎路恭（即馬重英）率20萬之眾於762年（安史之乱尚未完全平息）攻陷唐都長安，立金城公主侄李承宏為帝。赤松德贊（755年－797年）在位時吐蕃的國力達到鼎盛，除了大力發展佛教以外，還廣拓疆土，疆界西至勃律、黑衣大食，東到川隴，北至天山，南至南詔、恒河北岸。

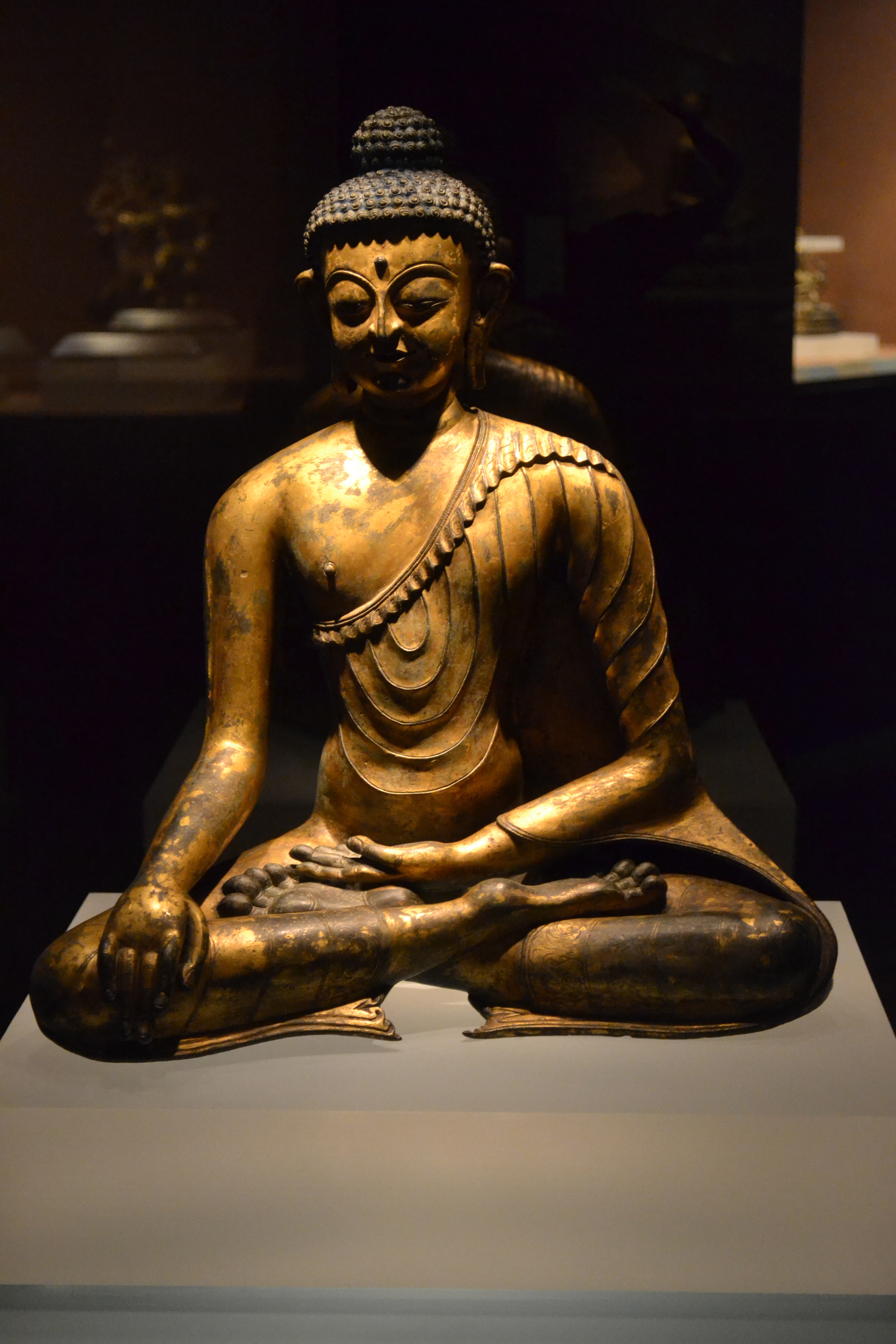
吐蕃铜镀金释迦牟尼佛像

佛教虽在松赞干布在位期间，便传入吐蕃，但一直没有成为主流。赤松德赞在位期间，大乘佛教和密宗從印度傳入，與吐蕃原有的苯教結合，而形成了藏傳佛教。在佛苯之爭後，由贊普宣布佛教勝出，而逐漸確立為吐蕃的國教。該教宣傳宇宙大劫、一切無常、因果報應、生死輪迴、修行解脫等教義，特別崇奉密宗，以無上瑜伽為最高修行次第，稱為藏密。這是佛教傳入藏區的第一波活動，宗教史學者將其稱為藏傳佛教的「前弘期」。大約西元792-794年在拉薩桑耶寺發生了印度與中國佛教教義的辯論桑耶論諍，結果由代表印度中觀學派的蓮花戒勝出，而代表中國禪宗的摩訶衍則敗下陣來並遭驅出境。
經過近兩個世紀的戰爭，吐蕃和唐朝均感到疲憊。821年及次年，吐蕃和唐朝雙方分別在長安、邏娑（即拉薩）會盟，達成「唐蕃舅甥和盟」。由於這次會盟是發生在唐長慶元年和二年，中國的史書稱之為「長慶會盟」。記載這次會盟內容的「唐蕃會盟碑」共有三塊，其中一塊立於拉薩「大昭寺」前面。长庆会盟也是唐蕃间的最后一次会盟，在這次會盟所簽定的條約中，吐蕃和唐朝兩朝的邊界被確定，雙方平等相待，互相承諾尊重對方的領土主權：今蕃漢兩國，所守見管本界，界以東悉為大唐國境，以西盡是大蕃境土，彼此不為寇、不舉兵、不相侵。

### 王朝崩溃
吐蕃本部历经最后一任统一的贊普朗達瑪而分裂，公元851年曾经游历唐代广州的阿拉伯商人苏莱曼曾写到吐蕃东部地区（康区）的“诸王”情况：
上述国家之后便是Smad-bod诸王（下西藏，卫、康地区），这里的城市星罗棋布，国土幅员辽阔，一直延伸到Moutcha（蒙舍诏），而人口却比蒙舍诏为多，而且比他们更接近中国人。和中国人一样，也任命太监管理财政。该国和中国接壤，同中国君主和睦相处，但并不臣从于中国君主。国王每年向中国派使节，进送礼品，而中国的统治者每年也给他们送礼品。由于面积大，人口多，中国担心它会征服自己国土，因此，每当其使节进入中国土地时，总是处于被监视的状况。该国和中国之间，除高山峻岭之外，只有崎岖山径。

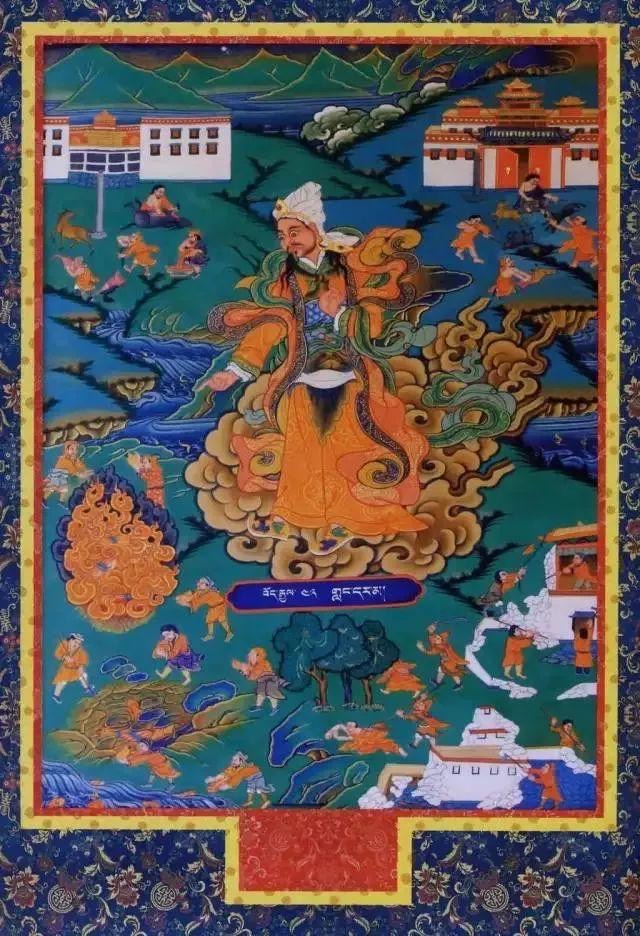
反映朗达玛灭佛的唐卡

西元841年(當時為唐朝會昌元年)赤祖德赞被反對佛教的大臣暗殺，其兄朗達瑪被扶上贊普之位。朗達瑪代表著反對佛教傳播的勢力。841年，末代贊普朗達瑪下令禁止佛教，殺害僧人首領，強迫僧人還俗，關閉寺院，毀壞佛像、佛經，史稱朗達瑪滅佛。
西元843年（唐朝會昌三年）朗達瑪被僧人拉垅贝吉多吉射死。達磨的兩個兒子俄松和云丹在父親死後又為爭奪贊普之位爆發了被稱為「伍約之戰」的內戰，掌握軍權的將領也隨即發生混戰。在西元869年（唐朝咸通十年）又引起臣民的大反叛。西元877年（唐朝乾符四年）起義軍發掘贊普陵墓，逐殺王室和貴族，吐蕃王朝徹底崩潰，青藏高原二百多年的統一局面到此告終，正式進入分裂割據的時代。
從宗教發展的角度來看，這也是藏傳佛教「前弘期」結束的标志。

## 读音及辞源
藏人自稱བོད་（威利轉寫:bod）。
中國古代往往用陽聲韻音譯外語閉音節。原則是用韻尾-m的字譯外語-p、-b、-v等閉音節，唇音對唇音；用韻尾-n的字譯外語-t、-r、-s等閉音節，舌音對舌音；用韻尾-ŋ的字譯外語-k、-ɡ等閉音節，齶音對齶音。比如兩個陽聲韻字“堅昆”（堅，古賢切。昆，古渾切。中古音*ken-kuon，普通話jian-kun）音譯Kyrgys（今譯吉爾吉斯或柯爾克孜，曾譯結骨），又比如“欽察”（欽，去金切。中古音*khim，普通話qin）”音譯Kipchak。所以用陽聲韻字“蕃” （附袁切，中古音*byan，普通話fan）音譯藏語 བོད bod 是正常的。“堅昆”今天不能讀如入聲字“結骨”，只能讀成jiān-kūn；“欽”今天不能讀如入聲字“泣”，只能讀成qīn；餘類推。另外日本人读作“（to ban）”。朝鮮人讀作“（to bun）”。越南人讀作，皆是基於其本民族之漢字發音。

### “播／撥”
《旧唐书》认为“吐蕃”是“秃发”（即拓跋）二音的讹传，而《新唐书》则认为吐蕃是西羌之后，“蕃”与“发羌”的“发”音近而得名，因此當代有學者認爲“蕃”应该读作“撥／播”音。
认为应该读“tǔbō”的学者指出，西方语言对藏区的名Tibet，汉语“吐蕃”和藏文bod三个名称相对应，蕃字是藏语 བོད་（bod）的译音。支持此观点的人认为，虽然1949年以前的數千年中沒有任何字典記錄“蕃”有入聲的讀法，但吐蕃一词应该读入声（山合一入末帮），折合到现在的普通话念bō，以前字典未收可能是字典失收这一少数民族的译音。也有人认为在吐蕃之前藏人就建立了博部落，吐蕃政权不过是扩大了统治范围而已。并且认为“蕃”与“博”在藏文中是同一个字，同时藏族信奉的苯教的“苯བོན”与“蕃བོད”在藏文中也可能是同一个字，只是由于后缀字母的读写造成了形体上的差异。目前對藏區的一種稱呼「圖博」也與此相應。惟此一論點欠缺漢語音韻學觀點，忽略了漢語讀音的歷史演變。

### “番”
持相反观点的学者则提出，在《广韵》里蕃字的反切为甫烦切（山合三平元非，中古擬音*pyan，普通話fān）和附袁切（山合三平元並，中古擬音*byan，普通話fán），属于平声，没有入声的读法，因此从音韵学的角度，將現代漢語的蕃字读成bō不合邏輯且欠缺理據。考慮到韻尾-d與-n口腔發音位置相同，皆為舌尖音，漢語以-n韻尾漢字翻譯同屬舌尖音的-t、-d、-l之情況在歷史上實屬常有之事，因此中古漢語的蕃（*pyan或*byan)本身就是對藏語bod的音譯，而蕃歷經千年後自然演變而成的現代漢語讀音即是fān（聲母b、p、f均屬唇音，東西方語言皆有古代之b、p音自然演變為f之現象，於閩南語、日語、韓語的漢字發音中均可見此種演變痕跡，實不足爲奇），fān即是吐蕃之蕃字的正確現代漢語讀音。在贾岛《寄沧州李尚书》一诗当中，“吐蕃”也与后句的“冤”字押韵。

### 辞源
“吐蕃”国号为“大蕃”，有人猜测“吐蕃”之称是唐朝君臣不肯称其为大，故别写作“吐蕃”，用“吐”表示音译字，含有贬义。西方许多藏学家则认为可能源于藏文“duo”字，与“吐”（tu）音近，为上部的意思，“吐蕃”就是“上蕃”之意。也有学者认为“吐”是读音为“teu”的藏文的音译，为“崇高”之意，可专注为汉语中的“大”。因此唐人用“吐蕃”作为“大发”，“大蕃”的音意合译。赞同这种观点的学者进一步认为藏文“dao”可能发音为“teu”。同时“吐”是汉唐时期常用来译写北方、西方少数民族人名等的专用字。而“蕃”既是音译，又有“茂盛”之意，“吐蕃”含有褒义。

## 外交

### 與唐朝關係

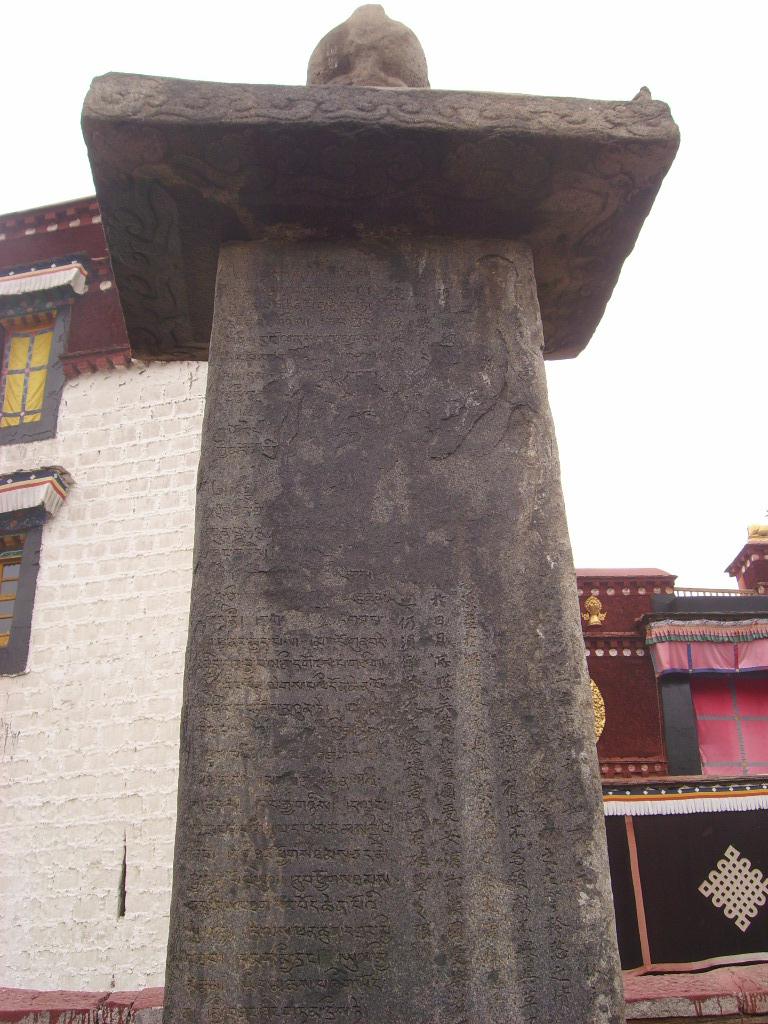
唐蕃會盟碑

松贊干布於西元634年(唐朝唐太宗貞觀八年)遣使與唐修好，唐也派臣入蕃。638年（貞觀十二年），松贊干布派專使去長安請婚。兩年之後，又派大臣祿東贊使唐求婚，唐太宗便以宗室之女文成公主許嫁於贊普松贊干布，並派禮部尚書江夏王李道宗持節護送。641年（貞觀十五年）文成公主入蕃，《唐書》記載松贊干布親迎於河源，文成公主進蕃時把各種大唐的生產技術轉入吐蕃，如營造與工技著作六十種，能治404種疾病的醫方百種，診斷法五種，醫療器械六種，醫學論著四種，還有大批日用品和農作物種子等。文成公主在吐蕃生活了將近40年，於西元680年（唐朝永隆元年）去世。
這次聯姻是大唐与吐蕃統治者之間第一次建立起正式的聯繫。大多數歷史學家也讚揚松贊干布從尼婆羅王室娶得一位公主。但是否確有其事仍有爭議，因為早期歷史並沒有這一記載。雖然有些證據表明這一時期吐蕃對佛教並非全然無知，但主要是由於大唐公主對其丈夫的影響才使得佛教在吐蕃廣泛傳播。
在松贊干布在世的時期，唐蕃之間保持著和平友好的關係，雙方使節來往逐年增加。據不完全統計，自630年（貞觀四年）開始，到842年（會昌二年），雙方來往共191次，其中大唐官員入蕃66次，吐蕃官員使唐125次。645年（貞觀十九年）唐太宗親征高句麗後返回長安，松贊干布派禄東贊到長安祝賀凱旋，並獻高七尺的黃金鑄成的鵝作為禮品。648年（貞觀廿二年）大唐使臣王玄策奉命出使天竺，適逢天竺發生戰亂，大唐使臣被搶劫，王玄策逃到吐蕃，松贊干布派兵幫助，並徵兵於尼婆羅，由王玄策帶領前往天竺，平定了戰亂，使大唐使團順利返回，並獻俘于長安。後來王玄策在西元658年（唐朝唐高宗顯慶三年）還經過吐蕃出使天竺，至今在西藏吉隆縣還保存有題為《大唐天竺使出銘》的摩崖石刻。649年（貞觀廿三年）夏天唐太宗去世，唐高宗即位，遣使入蕃告喪，並封松贊干布為駙馬都尉西海郡王。松贊干布派專使到長安弔祭，獻金銀珠寶15種置於太宗靈前，並上書表示對唐高宗即位的祝賀和支持。又再致書司徒長孫無忌稱：“天子初即位，若臣下有不忠之心者，當勒兵以赴國除討。”唐高宗封松贊干布為“駙馬都尉”、“西海郡王”，又晉封松贊干布為“賨王”，並刻松贊干布石像立與唐太宗的昭陵之前。

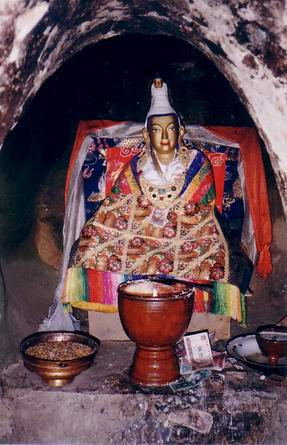
松贊干布

650年（永徽元年）松贊干布去世後，由孫子芒松芒贊繼位為贊普，由大臣蒆東贊域宋輔佐朝政。蒆東贊域宋繼承松贊干布的方針，完善法律，清查戶籍，確定稅負，安定吐蕃內部。他利用吐谷渾王室的內爭，多次帶兵攻擊吐谷渾，甚至與支持吐谷渾的大唐發生衝突。670年（咸亨元年），大唐為了支持吐谷渾，出動十幾萬大軍護送吐谷渾王還青海，論欽陵得到情报后立即調集吐蕃二十多萬軍隊迎戰，在青海湖南面的大非川之戰中，唐軍覆沒。從此吐蕃牢固控制了青海湖地區，並進一步與大唐爭奪隴右、河西走廊、安西四鎮，力圖取得對絲綢之路的控制權，獲得更大的經濟利益。676年，芒松芒贊去世，其遺腹子器弩悉弄被立為贊普，論欽陵繼續掌政。由於蒆氏家族長期專權，與其他貴族產生矛盾，同時也威脅到贊普王權的鞏固，器弩悉弄長大後，於695年（証聖元年）到698年（聖曆元年）對蒆氏家族進行討伐，论欽陵在青海宗喀地方兵潰自殺，其弟贊婆及兒子論弓仁率部眾投降大唐，贊婆受封為輔國大將軍歸德郡王，論弓仁先封安國公，後以戰功晉封撥川郡王，其後裔世代在大唐擔任官職。
器弩悉弄剪除蒆氏家族後，吐蕃王權得到加強和鞏固，但是不久以後器弩悉弄於704年（長安四年）在遠征南詔時去世，其子棄隸蹜贊同年即吐蕃贊普位，因他年僅一歲，由其祖母沒廬氏赤瑪類臨朝聽政。這一時期處於武周女皇帝武則天的晚年，周蕃雙方都被連年戰爭所困，希望恢復和平友好，器弩悉弄在世時，赤瑪類就曾為他向大周求親，其後又為棄隸蹜贊向大周求親。705年（神龍元年）武則天去世，唐中宗复辟大唐即位称帝。710年（景龍四年），唐中宗許金城公主于棄隸蹜贊。同年唐中宗派專使和吐蕃的迎親使者一起護送金城公主入蕃，唐中宗親率百官隆重送行到陝西始平縣，並因吐蕃的請求，把黃河九曲之地賜給金城公主為湯沐邑。731年（開元十九年）棄隸蹜贊和金城公主遣使向大唐請求《毛詩》《禮記》《左傳》等，並要求定界互市。棄隸蹜贊在表文中說：“外甥是先皇帝舅宿親，又蒙降金城公主，遂和同為一家，天下百姓，普皆安樂。”733年（開元廿一年）唐蕃雙方在赤嶺（今青海省日月山）立碑定界，於赤嶺、甘松嶺互市，雙方邊將和官員參加，並通告各地，雙方和好禁止互相搶掠。
不久，由於唐蕃雙方都想擴大自己的權勢，而且邊將也想從戰爭中獲取功名，戰事遂起。吐蕃北面與突騎施聯合，東南與雲南的南詔聯合，合兵對唐造成巨大威脅。約在754年（天寶十三年），擔任大論的末東則布和朗邁色等作亂，棄隸蹜贊被害，到755年（天寶十四年）吐蕃王朝平定叛亂，年僅十三歲的赤松德贊繼位。就在這一年大唐發生“安史之亂”，唐玄宗從長安逃到四川，唐朝廷抽調大量對付吐蕃的軍隊去平亂，使得西面的防務空虛，吐蕃相機佔領了隴右、河西、安西四鎮大唐的大片地區，並在763年（廣德元年）10月，乘大唐君臣不和之機，集中約二十萬軍隊東進，直入長安，唐代宗倉皇出奔陝州。吐蕃軍佔領長安十五天，同時立金城公主的侄子（實際上與金城公主同輩）廣武王李承宏為皇帝，並設置百官。後大唐勤王之軍逼近，吐蕃軍主動退出長安。在赤松德贊在位的時期，吐蕃王朝的轄地大大擴張，東面與大唐大體上以隴山為界，還多次進到寶雞，威脅長安，北到寧夏賀蘭山與回紇相接，南面以南詔為屬國，西面盡有安西四鎮，在中亞與大食相抗。據藏文史籍記載，此時吐蕃還一度進到喜馬拉雅山以南的恒河北岸。
據歷史記載，從705年（神龍元年）至822年（彝泰八年），唐朝和吐蕃共會盟八次，其中第八次會盟碑至今仍矗立在拉薩大昭寺前。因為第八次會盟是在西元821年至822年（唐穆宗長慶元年至二年）進行的，所以也稱為“長慶會盟”。盟文如下：
大唐文武孝德皇帝與大蕃聖神贊普，舅甥二主，商議社稷如一，結立大和盟約，永無淪替，神人俱以證知，世世代代，使其稱讚。是以盟文節目，題之於碑也。文武孝德皇帝與贊（普）陛下，二聖舅甥，睿哲鴻被，曉今永之屯，享矜湣之情，恩覆其無內外，商議葉同，務今萬姓安泰，所思如一，成久遠大善，再續舊親之情，重申鄰好之義，為此大和矣。今蕃漢二國，各守見管本界，（洮泯以東，大唐封疆，其塞）以西，儘是大蕃境土，彼此不為寇敵，不舉兵革，不相侵謀封境。或有猜阻，捉生問事訖，給以衣糧放歸。今社稷葉同如一，為此大和。然舅甥相好之義，善誼每須通傳，彼此驛騎，一（任常相往來，兩路）蕃漢，並于將軍穀交馬，其綏戎柵已東，大唐祇應，清水縣已西，大蕃供應，須合舅甥親近之禮，使其兩界煙塵不揚，罔聞寇盜之名，複無驚恐之患。封人撤備，鄉土俱安，如斯樂業之（恩，垂於萬代，讚美之聲），遍於日月所照矣。蕃于蕃國受安，漢亦漢國受樂，茲乃合其大業耳，依此盟誓，永久不得移易，（於）三寶及諸賢聖，日月星辰，請為知證。如此盟約，各自契陳。刑牲為盟，設此大約，倘不依此誓，蕃漢（背約破盟者，受其殃）禍也。仍須仇（報）及為陰謀者，不在破盟之限。蕃漢君臣，並稽首立誓，周細為文，二君之驗，證以官印，登壇之臣，親署姓名。手執如斯誓文，藏於玉府焉。

### 與南詔關係
唐朝西川節度使楊國忠派鮮于仲通率兵六萬出戎州、巂州，分三路進兵征伐南詔。南詔節節敗退，閣羅鳳遣使向唐朝謝罪，請求歸還擄掠所得，與唐朝和好，否則要向吐蕃投降，被唐朝所拒。
南詔於是向吐蕃求救，唐軍進軍靠近南詔首都太和城，戰敗。吐蕃與南詔由此結為兄弟之邦，閣羅鳳被吐蕃稱為贊普鍾。閣羅鳳說：「生雖禍之始，死乃怨之終，豈顧前非而忘大禮」，修築「大唐天寶戰士冢」（俗稱萬人冢），並在太和王都立南诏德化碑，刻石寫上「叛唐不得已而為之」等字句。
754年，李宓率軍七萬攻南詔，打到南詔首都太和城外，閣羅鳳守在城內不出戰，李宓軍糧盡，士卒因疾病瘴疫及飢餓而死者達到十分之七八，李宓率餘部返回，南詔追擊，李宓全軍覆沒。
唐軍在天寶戰爭中慘敗，丞相楊國忠卻向玄宗報捷。明代萬曆雲南總兵鄧子龍，看了「萬人冢」感慨地寫道：「唐將南征以捷聞，誰憐枯骨臥黃昏，唯有蒼山公道雪，年年披白弔忠魂」。
779年，唐朝李晟等大破南詔、吐蕃聯軍，使其損失慘重。李晟率禁兵四千人，金吾大將軍安邑曲環率邠、隴、范陽兵五千，從東川出軍，自江油到白壩，與山南兵合擊吐蕃、南詔大軍，一破之，斬首六千級，俘獲大量吐蕃南詔部眾。范陽兵在七盤追上吐蕃南詔軍，又破之，攻占維、茂二州。李晟追擊吐蕃南詔到了大度河外，三破之。吐蕃南詔大軍被趕入山谷，因饑寒、隕於崖谷而死的達到八、九萬人。

## 人口

### 本部
據《五部遺教》所載，吐蕃帝國的領土分為四個茹，共40個東岱，達286萬人，但較《賢者喜宴》的說法少了蘇毗茹的10個東岱及通頰11個東岱。蘇毗人口12萬，通頰11個東岱的人口是漢族，約20萬，再加上象雄10個東岱的30萬人，吐蕃本部人口約348萬，近350萬人。又2400人，按吐蕃平均一户四人，三户出一兵的規則推算，吐蕃本部人口超過400萬人。另外，吐蕃也有如奴户、僧户等不在藉人口，數目不詳。

### 占領區
基本上是在目前的史料基础上，在有参考项的基础上估算，而对没有参考项可资参照而无法估算的人口数，只能付之阙如，总计吐蕃占领区控制的人口，保守估计要超过200万，甚至超过300万，这些控制区及其人口的数量与分布，对9世纪以后藏族形成及發展产生了重要影响。

#### 门域
门域，又译作“门隅”、“蒙圉”，门（mon）在藏文中是指地势低凹、山谷狭窄、被浓密的原始森林覆盖之地。一般將吐蕃的南部疆域分为三部，即东南部的“杂圉”（za-yul）、南部的“珞圉”（lho-yul）和西南部的“蒙圉”，而吐蕃帝國的管控人口大致在30万左右。

#### 吐谷渾
吐谷浑的人口，除诺曷钵所率的一小部外，其余悉归吐蕃。隋代吐谷渾的人口約30萬。

#### 南詔
吐蕃在金沙江磨些江段北岸建立神川都督，以扼制南诏，而南诏王在其所辖的十赕之地，虽对吐蕃承担着繁重的赋役，但仍为自主行使行政管理。所以，南诏地区的人口数目并不能全盘算入吐蕃属民范畴当中，只有直接依服并隶属于吐蕃的诸蛮人口可当其数。
吐蕃统治西洱河地区时，因南诏内部矛盾而投附吐蕃的诸蛮不少，磨些蛮、裳人、扑子蛮、施蛮、顺蛮、弄栋蛮等部部投附吐蕃，降附吐蕃的诸蛮人口，大致有20万人。

#### 漢藏邊疆
吐蕃帝國攻滅有20萬人口的東女國，又控制白蘭羌、黨項羌等約20萬人口。

#### 西域
8世纪末叶，吐蕃完全控制了整个天山南路地区，将势力范围延伸到从河西地区到塔里木盆地的广大范围，曾一度击败阿拉伯帝国阿拔斯王朝并攻占后者的吐火罗地区。吐蕃在西域势力最盛时，其西域占领區人口累计至少在20万以上。

#### 河西–隴西
西元756年（唐朝至德元年），吐蕃乘安史之乱唐朝边防空虚之机，大举出兵，先后占领了河西、陇右地区，并在当地实施行政管理，区內漢族人口至少有60萬，《旧五代史·吐蕃传》更有“华人百万皆陷吐蕃”之语。另外，在吐蕃侵扰唐境的上千次行动中，不乏大掠人口的记载，估计吐蕃虏掠的漢族人口有几十万之多。

## 军事
《賢者喜宴》记载，吐蕃帝国鼎盛时期軍队人数高达46萬，这与《新唐書·吐蕃传》记载的雄兵数十万相吻合。据唐代杜佑《通典》记载：吐蕃军队法令严明，每次作战都要下马列阵，前队战死则后队跟进，如此往复，绝不后退。吐蕃军人马皆批制作精良的鎖子甲，只露出两眼，防护效果非常强。吐蕃士兵擅长使用长枪，吐蕃枪比唐军细且长，但吐蕃士兵不擅长使用弓箭。吐蕃人人习用剑，即使不打仗时身上也会佩剑。

## 吐蕃贊普世系
按照藏族历史的传统，松赞干布是第33任吐蕃贊普，但是因为在他即位之前藏文尚未创制，所以很难肯定在他之前的吐蕃贊普的历史正确性。在《贤者喜宴》等藏文历史书和在敦煌发掘的古藏文历史文献里记载着在松赞干布之前的吐蕃赞普的许多传说。
846年（會昌六年），赞普朗达玛被杀，吐蕃分裂为贵族领主割据的局面。
| 名字（转写）                       | 名字（藏文）           | 名字（漢文） | 名字（舊譯）                                   | 年號 | 生卒年      | 在位時間        |
| ---------------------------------- | ---------------------- | ------------ | ---------------------------------------------- | ---- | ----------- | --------------- |
| gNya-khri btsan-po                 |                        | 聂赤赞普     |                                                |      |             | 前360年-前329年 |
| Mu-khri btsan-po                   |                        | 穆赤赞普     |                                                |      |             | 前329年-前302年 |
| Ding-khri btsan-po                 |                        | 定赤赞普     |                                                |      |             | 前302年-前277年 |
| So-khri btsan-po                   |                        | 索赤赞普     |                                                |      |             | 前277年-前248年 |
| Mer-khri btsan-po                  |                        | 美赤赞普     |                                                |      |             | 前248年-前207年 |
| gDags-khri btsan-po                |                        | 达赤赞普     |                                                |      |             | 前208年-前179年 |
| Srib-khri btsan-po                 |                        | 塞赤赞普     |                                                |      |             | 前179年-前146年 |
| Gri-gung btsan-po                  |                        | 止贡赞普     |                                                |      |             | 前146年-前123年 |
| Pu-de gung-rgyal                   |                        | 布德共杰     |                                                |      |             | 前123年-前93年  |
| E sho legs                         |                        | 艾雪勒       |                                                |      |             | 前93年-前71年   |
| De sho legs                        |                        | 德雪勒       |                                                |      |             | 前71年-前38年   |
| Thi sho legs                       |                        | 提雪勒       |                                                |      |             | 前38年-11年     |
| Gu ru legs                         |                        | 古茹勒       |                                                |      |             | 11年-26年       |
| vBrong zhi legs                    |                        | 仲谢勒       |                                                |      |             | 26年-64年       |
| I shi legs                         |                        | 伊雪勒       |                                                |      |             | 64年-99年       |
| Za nam zin lde                     |                        | 萨南森德     |                                                |      |             | 99年-128年      |
| lDe vphrul nam gzhung btsan        |                        | 德楚南雄     |                                                |      |             | 128年-152年     |
| Se snol gnam lde                   |                        | 色诺南德     |                                                |      |             | 152年-178年     |
| Se snol po lde                     |                        | 色诺布德     |                                                |      |             | 178年-220年     |
| lDe snol nam                       |                        | 德诺南       |                                                |      |             | 220年-245年     |
| lDe snol po                        |                        | 德诺布       |                                                |      |             | 245年-276年     |
| lDe rgyal po                       |                        | 德结布       |                                                |      |             | 276年-326年     |
| lDe sprin btsan                    |                        | 德振贊       |                                                |      |             | 326年-352年     |
| To ri long btsan                   |                        | 结多日隆赞   |                                                |      |             | 352年-382年     |
| Khri btsan nam                     |                        | 赤赞南       |                                                |      |             | 382年-402年     |
| Khri sgra dpung btsan              |                        | 赤扎邦赞     |                                                |      |             | 402年-412年     |
| Khri thog rje btsan                |                        | 赤脱吉赞     |                                                |      |             | 412年-432年     |
| Lha tho tho ri gnyan btsan         |                        | 佗土度日年贊 |                                                |      |             | 432年-512年?    |
| Khri gnyan gzungs btsan            |                        | 赤宁松赞     | 揭利失若                                       |      |             | 512年-537年     |
| vBrong gnyan ldevu                 |                        | 仲宁德乌     | 勃弄若                                         |      |             | 537年-562年     |
| dMus long dkon pa bkra shis        |                        | 达日宁色     | 讵素若                                         |      |             | 562年-618年     |
| gNam-ri Srong-btsan                |                        | 南日松赞     | 论素赞                                         |      |             | 618年-629年     |
| Srong-btsan sgam-po                |                        | 松贊干布     | 弃宗弄赞                                       |      |             | 629年-650年     |
| Gung-ri gung-btsan                 |                        | 共日共赞     |                                                |      | 638年-655年 | 650年-655年     |
| Mang-srong mang-btsan              |                        | 芒松芒贊     | 乞黎拔布                                       |      | 643年-676年 | 650年-676年     |
| vDus-srong mang-po-rje             | འདུས་སྲོང་མང་པོ་རྗེ་         | 杜松芒波傑   | 乞黎弩悉籠、器弩悉弄                           |      | 670年-704年 | 676年-704年     |
| lha bal pho                        | ལྷ་བལ་ཕོ་                | 拉跋布？     | 乞黎跋布                                       |      |             | 704年-705年？   |
| Khri-lde gtsug-brtan, Mes Ag-tshom | ཁྲི་ལྡེ་གཙུག་བརྟན་,མེས་ཨག་ཚོམ་ | 赤德祖贊     | 棄隸縮贊                                       |      | 704年-755年 | 705年-755年     |
| Khri-srong lDe-btsan               | ཁྲི་སྲོང་ལྡེ་བཙན་            | 赤松德贊     | 乞犁悉籠納贊、乞立贊、乞黎蘇籠獵贊、娑悉笼腊赞 |      | 742年-797年 | 755年-797年     |
| Mu-ne btsan-po                     | མུ་ནེ་བཙན་པོ་             | 木奈贊普     | 牟尼赞普，足之煎                               |      | 762年-798年 | 797年-798年     |
| Mu-tig btsan-po; Mu-rug-brtsan     | མུ་ཏིག་བཙན་པོ་,           | 牟如赞普     |                                                |      |             | 798年           |
| Khri-lde-srong-btsan,Sad-na-legs   | ཁྲི་ལྡེ་སྲོང་བཙན་,སད་ན་ལེགས་  | 赤德松贊     |                                                |      | 764年-815年 | 798年-815年     |
| Khri-gtsug-lde-btsan, Ral-pa-can   | ཁྲི་གཙུག་ལྡེ་བཙན་,རལ་པ་ཅན་  | 赤祖德贊     | 可黎可足                                       | 彝泰 | 806年-838年 | 815年-838年     |
| Glang dar-ma                       | གླང་དར་མ་               | 朗達瑪       | 達磨                                           |      | 803年-842年 | 838年-842年     |

### 引用
1. http://www.guoxue123.com/other/map/zgmap/009.htm
2. http://www.guoxue123.com/other/map/pic/10/02.jpg
3. ↑  http://www.guoxue123.com/other/map/zgmap/009.htm
4. ↑  http://www.guoxue123.com/other/map/pic/10/02.jpg
5. ↑  Yang, Xing-Yan; Rakha, Allah; Chen, Wei. . Molecular Biology and Evolution. 2020年12月7日, 38 (4): 1529–1536  [2022年11月13日]. PMC 8042757 . PMID 33283852. doi:10.1093/molbev/msaa313. （原始内容存档于2022年11月13日） –PubMed Central.
6. ↑  Denwood, Philip. . Journal of Inner Asian Art and Archaeology. 2008年1月1日, 3: 7–21. doi:10.1484/J.JIAA.3.1.
7. 1 2  朱悅梅. . 《中国藏学》. 2012年, (1期)  [2022-06-15]. （原始内容存档于2022-08-07）.
8. ↑  杨军. . . 中国音韵学研究会南京研讨会. 南京大学出版社. 2006.
9. ↑  郑张尚芳. .   [2019-03-09]. （原始内容存档于2022-03-18）.
10. ↑  Liu, Chi-Chun; Witonsky, David; Gosling, Anna; Lee, Ju Hyeon; Ringbauer, Harald; Hagan, Richard; Patel, Nisha; Stahl, Raphaela; Novembre, John; Aldenderfer, Mark; Warinner, Christina; Di Rienzo, Anna; Jeong, Choongwon. . Nature Communications. 8 March 2022, 13 (1): 1203. Bibcode:2022NatCo..13.1203L. ISSN 2041-1723. PMC 8904508 . PMID 35260549. S2CID 247317520. doi:10.1038/s41467-022-28827-2  （英语）.
11. ↑  Wang, Hongru; Yang, Melinda A.; Wangdue, Shargan; Lu, Hongliang; Chen, Honghai; Li, Linhui; Dong, Guanghui; Tsring, Tinley; Yuan, Haibing; He, Wei; Ding, Manyu; Wu, Xiaohong; Li, Shuai; Tashi, Norbu; Yang, Tsho. . Science Advances. 15 March 2023, 9 (11): eadd5582. Bibcode:2023SciA....9D5582W. ISSN 2375-2548. PMC 10022901 . PMID 36930720. doi:10.1126/sciadv.add5582 （英语）.
12. ↑  才让太. . 《西藏研究》. 1985年, (第2期)  [2023-03-20]. （原始内容存档于2023-03-20）.
13. 1 2 3 4 5 6  . 中央研究院歷史語言研究所.   [2008-09-30]. （原始内容存档于2017-08-03）.
14. ↑  尕藏加. . 中華佛學學報. 1999年7月, (第12期): 488頁  [2022-11-13]. （原始内容存档于2012-10-11）.
15. 1 2  新唐書·卷二百一十六上·列傳第一百四十一上·吐蕃上
16. ↑  Powers, John. . United States: Oxford University Press. 2004-10-14: 168–169. ISBN 978-0-19-517426-7 （英语）.
17. ↑  楊長玉. . 《中國史研究》. 2020年, (第3期)  [2021-12-29]. （原始内容存档于2022-03-18） –中国人民大学清史研究所.
18. ↑  Tsepon Wangchuk Deden Shakabpa, Tr. Derek F. Maher (2009), "One Hundred Thousand Moons" pg.136-7. Leiden: Brill Publishers. ISBN 978-90-04-17732-1.
19. ↑  舊唐書·卷86·高宗諸子·章懷太子賢·子 承宏
20. ↑  戴密微. . 由耿昇翻译. 西藏人民出版社. 2001. ISBN 9787223013444. 譯自Paul Demiéville.  VII. Paris: Bibliothèque de l'Institut des hautes études chinoises（法语：法國漢學研究所）. 1952 （法语）.
21. ↑  Abū Zaid Hasan ibn Yazīd (al-Sīrāfī). . 由Eusebius Renaudot翻译. London: Sam. Harding. 1733年: 19  [2023-03-20]. （原始内容存档于2023-03-21） （英语）.
22. ↑  Abū Zaid Hasan ibn Yazīd (al-Sīrāfī). . 由黄倬汉翻译. 中华书局. 1983年: 14  [2023-03-24]. ISBN 978-7-101-02944-4. （原始内容存档于2023-03-20）.
23. ↑  王俊中. . 中央研究院近代史研究所集刊. 1997年12月, (第二十八期): 108頁  [2023-03-20]. （原始内容存档于2020-01-14）.
24. 1 2  陳新雄. . 五南圖書出版公司. : 397頁.
25. 1 2 3  .   [2014-09-28]. （原始内容存档于2014-07-01）.
26. ↑  《旧唐书·吐蕃传》
27. ↑  《新唐书·吐蕃传》
28. 1 2  任万强. . 西藏研究. 1982年, (1).
29. ↑  谢佐. . 青海社会科学. 1988年, (5).
30. ↑  徐俊. . 湖北武昌: 华中师范大学出版社. 2000年11月: 190. ISBN 7-5622-2277-0.
31. ↑  牙含章. . 民族研究. 1980年, (4).
32. ↑  徐淑宜. . 教学与进修. 1980年, (3).
33. ↑  江慰庐. . 西藏研究. 1982年, (1).
34. ↑  Tucci, Giuseppe. . Oriens Extremus. 1962, 9 (1): 第126頁. JSTOR 43382314. PDF下載 （页面存档备份，存于）
35. ↑  .   [2022-06-15]. （原始内容存档于2021-06-27）.
36. ↑  .   [2022-06-15]. （原始内容存档于2022-06-15）.
37. ↑  . 雲南教育.   [2021-12-29]. （原始内容存档于2022-03-18）.
38. 1 2 3 4 5 6 7 8 9  朱悅梅. . 《兰州学刊》. 2009年, (第8期).

## 延伸阅读
[在维基数据编辑]
 《欽定古今圖書集成·方輿彙編·邊裔典·吐蕃部》，出自陈梦雷《古今圖書集成》
 《舊唐書·卷196上》，出自刘昫《舊唐書》
 《新唐書/卷216上》，出自《新唐書》
 《舊五代史·卷138》，出自薛居正《舊五代史》
 《新五代史·卷74》，出自歐陽修《新五代史》
 《宋史·卷492》，出自脱脱《宋史》